# Gemeiner Staubkäfer
Der Gemeine Staubkäfer (Opatrum sabulosum) ist ein Käfer aus der Familie der Schwarzkäfer (Tenebrionidae) und ist einer der häufigsten Vertreter dieser Familie in Mitteleuropa. 

## Merkmale
Die Tiere erreichen eine Körpergröße von sieben bis zehn Millimetern. Sie haben einen sehr flachen ovalen und gedrungenen Körper, der matt grau oder schwarz gefärbt ist, die Farbe ist je nach bewohntem Gebiet und Bodenbeschaffenheit unterschiedlich, da die Tiere meistens mit Erde und Staub bedeckt sind. Die Klauen sind rötlich gefärbt. Die Flügeldecken haben je drei erhabene, fein granulierte Längsrillen, neben denen zahlreiche kleine, glänzende Höcker gereiht sind. Die Flügeldecken sind zwischen den Rillen genauso wie der Halsschild grob strukturiert. 

### Ähnliche Arten
- Opatrum riparium

## Vorkommen
Man findet sie auf trockenen und sonnigen Böden, die sandig oder erdig sind, wie z. B. an Feldrändern und anderen vegetationslosen Stellen oder unter Steinen. Sie werden auch auf Ameisennestern von Formica fusca und Formica sanguinea gefunden. Sie kommen in Mittel- und Nordeuropa, am Kaukasus bis nach Sibirien vor.

## Lebensweise
Wie fast alle Mitglieder dieser Familie ernähren sich die Käfer wie auch ihre Larven von verrottendem, aber auch frischem Pflanzenmaterial.

## Entwicklung
Das Weibchen legt nach der Paarung im Frühjahr ca. 100 Eier am Boden ab. Die daraus schlüpfenden Larven leben von Mai bis Juli am Boden und können gelegentlich auch Schäden an Kulturpflanzen anrichten. Die Art tritt dann als Schädling auf Rüben und anderen Kulturpflanzen in Erscheinung. Die Larven verpuppen sich noch im selben Jahr unter der Erde. Die Käfer schlüpfen ab September, überwintern aber im Boden, bevor sie wieder zum Vorschein kommen. 